# Tolstoj (Merkurkrater)
| Tolstoj                                                                              | Tolstoj                    |
| ------------------------------------------------------------------------------------ | -------------------------- |
| Der Tolstoj-Krater (rechts-unten im Bild), fotografiert von der Raumsonde Mariner 10 |                            |
| Eigenschaften                                                                        |                            |
| Breite                                                                               | 16°18′S/16.3°S             |
| Länge                                                                                | 163°30′W /163.5°W          |
| Durchmesser                                                                          | 390 km                     |
| Tiefe                                                                                | unbekannt                  |
| Eponym                                                                               | Lew Nikolajewitsch Tolstoi |

Tolstoj ist ein großer, sehr alter Einschlagkrater, der auf dem -15. Breitengrad und 165. Längengrad des Planeten Merkur liegt. Er wurde nach Lew Tolstoi benannt. Das Albedo-Merkmal Solitudo Maiae scheint mit diesem Krater in Verbindung zu stehen.
Der Einschlag, der das Tolstoj-Becken verursachte, trat sehr früh in der Geschichte des Merkur auf. Zwei zackige unterbrochene Ringe mit einem geschätzten Durchmesser von 356 km und 510 km umfassen die Struktur, sind jedoch an der Nord- und Nordostseite nicht sehr ausgeprägt; ein dritter unvollständiger Ring mit einem Durchmesser von 466 km tritt an der Südostseite auf. Zerstreute Flecken mit dunkler Albedo liegen außerhalb des innersten Ringes. Der zentrale Teil des Beckens ist mit gleichmäßigem Ebenenmaterial bedeckt. Hapke und Andere haben angenommen, dass die dunklen Albedo-Materialien, die mit den Rändern des Tolstoj-Beckens verbunden sind, deutlich undeutlicher sind als das umgebende Terrain, während die Ebenen, die im Becken vorhanden sind, eine deutlich rötere Färbung haben.
Trotz Tolstojs fortgeschrittenem Alter und der Buchtbildung seiner älteren inneren Ebenen, erhielt es eine gut ausgeprägte und erstaunlich gut erhaltene, radial verlaufende Ejektadecke um etwa zwei Drittel seines Umfangs. Das Ejekta neigt zu einer Blockbildung und ist nur schwach linienförmig zwischen den inneren und äußeren Ringen. Kreisförmige Linienbildungen mit einem leicht strudelförmigen Muster können am besten an der südwestlichen Seite von Tolstoj erkannt werden. Das ungewöhnliche geradlinige Muster des Ejekta deutet auf Folgendes hin:
- Kontrolle des Ejekta-Musters von Strukturen, die vor der Beckenbildung vorhanden waren,
- bevorzugt Brände während der strukturellen Entwicklung der ursprünglich symmetrischen Ejektadecke des Ebenenmaterials innerhalb des Kraters oder
- Formation von Tolstoj durch einen schrägen Einschlag vom Nordwesten, der eine Ejektadecke mit bilateraler Symmetrie und wenig oder keinem Einschlag uprange verursachte. Eine Analyse der Stereofotografien von Tolstoj-Ejekta nordöstlich des Kraters führt zu der Annahme, dass diese Ablage zu einer größeren Höhenlage relativ zu den umgebenden Ebenen upwarped wurde.